# Dangote
Dangote est un conglomérat nigérian appartenant à Aliko Dangote  Son siège social se situe à Lagos au Nigeria. Il est présent dans l'industrie du ciment, du sucre, de la farine, du sel, des pâtes, des boissons, dans l'immobilier et la raffinerie de produits pétroliers.

## Présentation
Aliko Dangote a construit la première multinationale africaine, possédant des usines dans 14 pays africains, au Brésil et en Indonésie. Sa cimenterie d’Obajana, à mi-chemin entre la capitale économique, Lagos, et la capitale politique, Abuja, sera bientôt [Quand ?] la plus grande au monde[réf. nécessaire]. Son groupe va investir 16 milliards de dollars dans les cinq prochaines années et représentera bientôt 10 % du PIB du Nigeria, la plus grande économie d’Afrique.
Le chiffre d'affaires de la division ciment, Dangote Cement, est passé de 1,4 milliard d'euros en 2013 à 1,7 milliard d'euros en 2014[réf. nécessaire]. Elle détient 63 % du marché cimentier au Nigeria, qui représentait 85 % de sa capacité de production fin 2014 (29 millions de tonnes sur 34) ; les 15 % restants étaient répartis entre l’Afrique du Sud, le Ghana et le Sénégal, où l’activité n’a démarré qu’en décembre 2014. Quant à la dernière implantation, à Douala au Cameroun, entrée en production en mars 2015, c’est un broyeur de clinker et non une usine intégrée.

## Filiales
La Holding regroupe une dizaine d'entreprises :
- Dangote Cement, cimenteries
- Dangote Sugar, sucreries
- NASCON, National Salt Company of Nigeria, production de sel
- DFM, Dangote Flour Mills, moulins à farine
- Dangote Fertilizer Plant

## Projets
Le groupe Dangote prévoit de construire pour 11 milliards de dollars une raffinerie de 500 kb/j près de Lagos ; elle comprendrait un complexe de pétrochimie et d'engrais ; la mise en service est attendue pour la mi-2018 ; si elle est construite, elle sera la plus grande d'Afrique.
En juillet 2015, Dangote a annoncé la construction pour 150 millions de dollars d'une nouvelle cimenterie à Yaoundé au Cameroun, d’une capacité de production annuelle de 1,5 million de tonnes comme celle qu'il possède déjà à Douala.